# کاریگاسنیمی

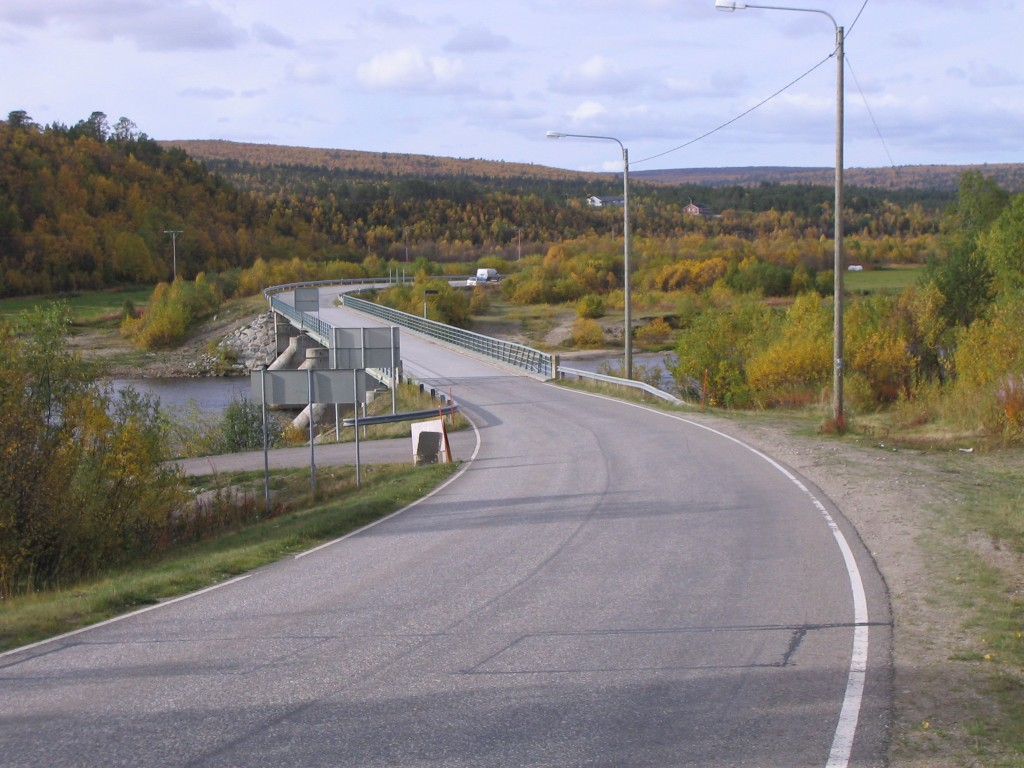
پلی بر روی رودخانه آناریوهْکا در کاریْگاسْنیمی، در مرز فنلاند و نروژ.

کاریْگاسْنیمی ( سامی شمالی: Gáregasnjárga) یک روستا در فنلاند در شهرداری اوتْسیوکی است که در دامنه کوه آیلیگاس و در کنار رودخانه آناریوهْکا قرار دارد.

## موقعیت و جمعیت
این روستا در ۱۸ کیلومتری مرز نروژ و فنلاند در جنوب شرقی روستای نروژی کاراشوک واقع شده است. کاریگاسنیمی حدود ۳۰۰ نفر را در خود جای داده است که بیش از نیمی از آنها سامی هستند.
این روستا همچنین یک نقطه اتصال است که مسافران می توانند جاده نردکپ را برای رسیدن به اقیانوس منجمد شمالی انتخاب کنند.

## لینک های خارجی
- پرونده‌های رسانه‌ای مربوط به Karigasniemi در ویکی‌انبار
- Karigasniemi راهنمای سفر از ویکی‌سفر